# Alocospira
Alocospira is een geslacht van weekdieren uit de klasse van de Gastropoda (slakken).

## Soorten
- Alocospira cuppedia (Olson, 1956) †
- Alocospira electa (Marwick, 1929) †
- Alocospira hebera (Hutton, 1873) †
- Alocospira komata (Maxwell, 1992) †
- Alocospira paeroa (C. A. Fleming, 1943) †
- Alocospira rosea MacPherson, 1959
- Alocospira subhebera (Marwick, 1926) †